# Verwaltungswissenschaft
Die Verwaltungswissenschaft ist ein interdisziplinäres staats- und politikwissenschaftliches Fach, dessen zentraler Untersuchungsgegenstand die öffentliche Verwaltung (sowohl auf Makro- als auch auf Mikroebene) ist. Im Mittelpunkt des Forschungsinteresses stehen die Möglichkeiten politischer Steuerung, wie sie sich im gegenseitig abhängigen Handeln staatlicher Institutionen darstellen. Des Weiteren wird versucht, eine ganzheitlichere Perspektive vom politischen System und Prozess zu erhalten.

## Forschungsgegenstände
Ein besonderes Untersuchungsinteresse kommt entsprechend der Eingangsdefinition den Gebietskörperschaften (Bund, Länder und Kommunen), anderen Körperschaften, Anstalten und Stiftungen des öffentlichen Rechts, aber auch der Ebenen der Europäischen Union und anderer internationaler Organisationen zu. Die Verwaltungswissenschaft versucht zum einen, die bestehenden Verhältnisse zu erfassen und greift dabei auf soziologische (Verwaltungs- und Organisationssoziologie), organisationspsychologische wie juristische und politikwissenschaftliche Ansätze zurück. Zum anderen versucht sie, Erkenntnisse darüber zu gewinnen, wie die ihre Aufgaben trotz zunehmender Komplexität und Dynamik der Entwicklung überhaupt noch und möglichst effizient und effektiv wahrnehmen kann. Dazu greift sie auch wirtschaftswissenschaftliche Ansätze (insbesondere der Managementlehre) auf, die ohnehin zunächst in der öffentlichen Verwaltung entstanden waren. Überdurchschnittlich stark ausgeprägt ist die Konzentration auf neo-institutionalistischen und organisationtheoretischen Ansätzen in der sogenannten Skandinavischen Schule, deren Vertreter (unter anderem Johan P. Olsen, Christensen, James G. March, Herbert A. Simon, aber teilweise auch Fritz Scharpf und Hans-Ulrich Derlien) namensgebenderweise großteils aus skandinavischen Ländern stammen oder dort tätig sind. Von großer Bedeutung ist das Selbstverständnis als praxisnahe, aber doch theoriegeleitete, wissenschaftliche Disziplin innerhalb der Politikwissenschaft. Diese Lehr- und Forschungsrichtung ist vom angelsächsischen Mainstream (quantitativ-positivistische Policyforschung) und von der Bewegung der modernen Governanceforschung.
Beispiel für ein verwaltungswissenschaftlich vorbereitetes Großprojekt ist die Gebietsreform zwischen 1967 und 1978, die sich die Einheit von Planungs- und Verwaltungsraum zum Ziel gesetzt hatte. Ein immer wiederkehrendes verwaltungswissenschaftliches Thema ist auch die Erforderlichkeit von Mittelbehörden, insbesondere Regierungspräsidien. In Rheinland-Pfalz wurden sie beispielsweise mit Wirkung vom 1. Januar 2000 aufgelöst; in Sachsen-Anhalt mit Wirkung vom 1. Januar 2004 und in Niedersachsen mit Wirkung vom 1. Januar 2005. Schließlich ist auch die Neugliederung der Bundesländer ein verwaltungswissenschaftliches Thema.
Neben Verwaltungsreformen wird auch insbesondere unter dem Stichwort Öffentliche Reformverwaltung die Einführung von Instrumenten für eine rationalere Verfolgung politischer Ziele unter den Bedingungen knapper öffentlicher Mittel durch geeignete Managementinstrumente, aber auch die Überprüfung des Aufgabenbestandes und die Zusammenarbeit mit anderen gesellschaftlichen Akteuren („Koproduktion“ öffentlicher Leistungen) diskutiert, zum Teil als „Managerialismus“ aber auch kritisiert. Wesentlich zur Etablierung der Verwaltungswissenschaft in Deutschland trug die zwischen 1968 und 1975 tätige Projektgruppe Regierungs- und Verwaltungsreform bei.

## Studiengänge

### Universitätsstudiengänge
Einen Bachelor-/Master-Studiengang in „Politik- und Verwaltungswissenschaft“ bieten die Universitäten Potsdam, Konstanz und Zeppelin Universität Friedrichshafen an. Die Universität Potsdam bietet darüber hinaus den Bachelor-Studiengang „Politik, Verwaltung und Organisation“ an. Ein Bachelorstudium ist auch an der Fernuniversität Hagen möglich. An der Otto-Friedrich-Universität Bamberg existierten bis September 2013 politikwissenschaftliche Studiengänge mit verwaltungswissenschaftlichen Inhalten. Bei einem konsekutiven Masterstudium kann in Bamberg Verwaltungswissenschaft als ausgewiesener Studienschwerpunkt gewählt werden. Die Universität Münster bietet in Kooperation mit der Universität Twente außerdem einen Doppel-Bachelor in „Public Administration“ an. Der nach erfolgreichem Masterstudiengang mögliche Promotionsstudiengang wird mit dem Doktor der Sozialwissenschaft (Dr. rer. soc.) abgeschlossen.
Weiterhin besteht die Möglichkeit, den verwaltungswissenschaftlichen Master-Abschluss „Master of Public Policy and Management“, „Master of Public Administration“, „Master in Politics & Public Management“ und zum „Master of Public Policy“ in Form eines ordentlichen bzw. postgradualen Studiums zu erwerben. Diese Programme werden in Deutschland an den Universitäten Kassel (MPA), Potsdam (MA Public Policy and Management/Verwaltungswissenschaften, MA Deutsch-Russische Verwaltungswissenschaften, MEGA Master of European Governance and Administration), der Zeppelin Universität Friedrichshafen und in Österreich an der WWEDU angeboten.
Ebenfalls bietet die postuniversitäre Deutsche Universität für Verwaltungswissenschaften Speyer Studiengänge für Verwaltungswissenschaften an: das einsemestrige postgraduale verwaltungswissenschaftliche Ergänzungsstudium für Rechtsreferendare, das einjährige postgraduale Aufbaustudium zum Magister der Verwaltungswissenschaften und seit 2012 für mindestens Bachelorabsolventen die beiden Masterstudiengänge Public Administration (zunächst Administrative Sciences und Öffentliche Wirtschaft und berufsbegleitend und entgeltpflichtig den Master Wissenschaftsmanagement. und den Doktor der Verwaltungswissenschaften (Dr. rer. publ.).
Gleichfalls besteht die Möglichkeit, im Rahmen der Offizierslaufbahn an der Universität der Bundeswehr in München im Studiengang „Staats- und Sozialwissenschaften“ ein verwaltungswissenschaftliches Studium zu absolvieren. Im Rahmen des Bachelorstudiengangs Sozialökonomie bietet die Universität Hamburg ein Vertiefungsmodul Public Management an.
International orientierte Studiengänge bietet die Hertie School mit dem Master of Public Policy sowie dem Executive Master of Public Administration-Programm an, das zum Abschluss mit dem Grad MPA führt. Darüber hinaus bietet die Universität Potsdam den International ausgerichteten, englischsprachigen Master of Public Management (MPM) mit seinen drei Streams Public Policy and Administration (PPA), Global Public Policy (GPP) und GeoGovernance (GG) an.

### Fachhochschulstudiengänge
In Deutschland kann man im Rahmen der Beamtenausbildung Verwaltungswissenschaften an Fachhochschulen studieren, die von den Bundesländern und vom Bund unterhalten werden. Das Studium führte bisher zum Abschluss „Diplom-Verwaltungswirt (FH)“ teilweise auch zum Abschluss „Diplom-Verwaltungsbetriebswirt (FH)“ und Diplom-Verwaltungsinformatiker (FH), wird jedoch im Verlauf des Bologna-Prozesses auf Bachelor- und Masterstudiengänge umgestellt (nicht in allen Bundesländern). Jedoch ist es auch möglich an der Hochschule Harz oder der Hochschule Nordhausen, die nicht vom Bund oder vom Bundesland betrieben wird, die Studiengänge „Öffentliche Verwaltung“, „Verwaltungsökonomie“, „Europäisches Verwaltungsmanagement“ und „Verwaltungsmanagement / eGovernment“ zu studieren.
Fachhochschulstudiengänge der Bundesländer
- Baden-Württemberg unterhält die Hochschule Kehl, Hochschule für öffentliche Verwaltung und die Hochschule Ludwigsburg, Hochschule für öffentliche Verwaltung und Finanzen.
- Bayern unterhält die Fachhochschule für öffentliche Verwaltung und Rechtspflege in Bayern: Fachrichtungen Allgemeine Innere Verwaltung und Verwaltungsinformatik in Hof, Polizei in Fürstenfeldbruck und Sulzbach-Rosenberg, Rechtspflege (Fachrichtungen Rechtspfleger und Justizvollzug) in Starnberg, Archiv- und Bibliothekswesen in München, Finanzwesen (Fachrichtungen Steuer und Staatsfinanzverwaltung) in Herrsching und Sozialverwaltung (Fachrichtungen Rentenversicherung und staatliche Sozialverwaltung) in Wasserburg. In Hof kann in Zusammenarbeit mit der Hochschule Deggendorf auch der berufsbegleitende Masterstudiengang Public Management (M.A.) absolviert werden.
- Berlin unterhält die Hochschule für Wirtschaft und Recht Berlin.
- Brandenburg hat an der Technischen Hochschule Wildau einen Studiengang „Verwaltung und Recht“ eingerichtet.
- Hamburg unterhält die Hochschule für Angewandte Wissenschaften Hamburg, welche Public Management (öffentliche Verwaltung) als Bachelor- und Master-Studiengang anbietet.
- Hessen unterhält zwei Verwaltungsfachhochschulen. Die Fachbereiche Allgemeine Verwaltung und Polizei sind an der Verwaltungsfachhochschule in Wiesbaden mit den Studienorten Gießen, Kassel, Mühlheim und Wiesbaden angesiedelt. An der Verwaltungsfachhochschule in Wiesbaden kann in beiden Fachbereichen an allen Studienorten der Abschluss Diplom-Verwaltungswirt (FH) erworben werden. Außerdem kann an den Studienorten Kassel und Wiesbaden jeweils ein berufsbegleitender weiterbildender Masterstudiengang absolviert werden. In Wiesbaden ist dies der Master of Public Management (MPM), während in Kassel der „Master of Public Administration“ (MPA) erworben werden kann. Die Fachbereiche Rechtspflege und Steuerverwaltung gehören zur Verwaltungsfachhochschule in Rotenburg.
- Mecklenburg-Vorpommern unterhält eine Fachhochschule für öffentliche Verwaltung, Polizei und Rechtspflege in Güstrow.
- In Niedersachsen wird die Kommunale Hochschule für Verwaltung in Niedersachsen betrieben. Die Fakultät Steuerverwaltung sind in der Steuerakademie Niedersachsen mit Sitz in Bad Eilsen zusammengefasst werden. Die Polizeiakademie Niedersachsen mit Sitz in Nienburg/Weser betreibt weitere Standorte in Hann. Münden und in Oldenburg (Oldenburg)
- Nordrhein-Westfalen unterhält die Hochschule für Polizei und öffentliche Verwaltung Nordrhein-Westfalen mit Abteilungen in Bielefeld, Duisburg, Dortmund, Gelsenkirchen, Hagen, Köln und Münster.
- Rheinland-Pfalz unterhält die Hochschule für öffentliche Verwaltung Rheinland-Pfalz in Mayen.
- Das Saarland unterhält die Fachhochschule für Verwaltung des Saarlandes in Göttelborn.
- Sachsen unterhält die Hochschule Meißen (FH) und Fortbildungszentrum am Standort Meißen.
- Sachsen-Anhalt hat in der Hochschule Harz am Standort Halberstadt mehrere Studiengänge als externe Studienausbildung mit bundesweiter Beamtenlaufbahnbefähigung eingerichtet.
- Das Land Schleswig-Holstein unterhält die Fachhochschule für Verwaltung und Dienstleistung.[12]
- Thüringen unterhält die Thüringer Fachhochschule für öffentliche Verwaltung in Gotha. Außerdem werden an der Hochschule Nordhausen ein Bachelorstudiengang „Öffentliche Betriebswirtschaft/Public Management“ mit bundesweiter Beamtenlaufbahnbefähigung und ein Masterstudiengang „Public Management & Governance“ angeboten. Die Hochschule Schmalkalden führt den Masterstudiengang „Öffentliches Recht und Management“ im Portfolio, in dem der Abschluss Master of Public Administration im gebührenpflichtigen Fernstudium erworben werden kann.

Fachhochschulen des Bundes
- Der Bund unterhält die Hochschule des Bundes für öffentliche Verwaltung. Dort wird neben verschiedenen Diplom- und Bachelorstudiengängen auch ein Masterstudiengang „Master of Public Administration“ angeboten, welcher die Bildungsvoraussetzung für den höheren Dienst vermittelt.[13]

### Schwerpunkt Europa
Der internationale Studiengang European Studies beschäftigt sich u. a. mit der Verwaltung auf Europäischer Ebene. Ein Bachelor-Studiengang „Europäisches Verwaltungsmanagement“ wird beispielsweise an der Hochschule Harz am Standort Halberstadt angeboten. Ein Doppel-Bachelor in „Public Administration“ mit dem Major „European Studies“ wird bereits seit 2001 an der Westfälischen Wilhelms-Universität Münster, der Universität Maastricht und der Universität Twente in Enschede angeboten. Die Universität Potsdam bietet den „Master of European Governance and Administration“/„Master Européen de Gouvernance et d’Administration“ (MEGA) als ein deutsch-französisches Regierungsprogramm wie auch einen Deutsch-Russischen Master of Arts Verwaltungswissenschaft an für den sie mit der Fakultät der Geistes- und Sozialwissenschaften der Russischen Universität der Völkerfreundschaft Moskau kooperiert.
Der Master-Fernstudiengang „Europäisches Verwaltungsmanagement“ konzentriert sich auf Institutionen, Recht und Verwaltung der EU und der Verwaltungen in anderen europäischen Staaten und wird von der Hochschule für Wirtschaft und Recht Berlin in Kooperation mit der Technischen Hochschule Wildau in Berlin sowie an den beiden regionalen Studienzentren in Brühl (in Kooperation mit der Fachhochschule des Bundes für öffentliche Verwaltung Brühl) und Saarbrücken (in Kooperation mit der Fachhochschule für Verwaltung des Saarlandes) angeboten.
In den Niederlanden werden die Studiengänge Verwaltungswissenschaft und ein verwaltungswissenschaftlich orientierter Studiengang European Studies an der Universität Twente und Universität Maastricht angeboten, an den Universitäten Hamburg und Bonn verschiedene europäisch orientierte Masterstudiengänge.

## Forschungseinrichtungen

### Deutschland
In der Bundesrepublik Deutschland war traditionell die Deutsche Universität für Verwaltungswissenschaften Speyer und das Deutsche Forschungsinstitut für öffentliche Verwaltung (FÖV) das Zentrum der Verwaltungsforschung, was sich in den letzten Jahrzehnten jedoch relativiert hat.
Das Potsdam Centrum für Politik und Management (PCPM) der Universität Potsdam, ist ein der Wirtschafts- und Sozialwissenschaftliche Fakultät angegliedertes Zentrum, welches durch Forschungs- und Beratungsprojekte sowie wissenschaftliche Weiterbildungsangebote für einen nationalen und internationalen Wissenstransfer sorgt. Des Weiteren befindet sich an der Universität Potsdam das Kommunalwissenschaftliche Institut (KWI), welches der kommunalwissenschaftlichen Forschung, Lehre und Weiterbildung auf den Gebieten der Rechts-, Sozial- und Wirtschaftswissenschaft dient. Diese Institute werden ergänzt durch das Potsdam eGovernment Competence Center (IfG.CC), das als Verbund verschiedener Organisationen zu E-Government und anderen Anwendungen von Informationstechnik im öffentlichen Sektor forscht, ausbildet und berät.
Die Kommunale Gemeinschaftsstelle für Verwaltungsmanagement (KGSt) forscht und berät anwendungsorientiert zur Kommunalverwaltung.
Das Land Nordrhein-Westfalen unterhält an seiner Hochschule für Polizei und öffentliche Verwaltung Nordrhein-Westfalen das Institut für Kommunal- und Verwaltungswissenschaften NRW in Düsseldorf und das Institut für Verwaltungswissenschaften (ifV) in Gelsenkirchen als forschende An-Institute.
Die zentrale Aus-, Fort- und Weiterbildungseinrichtung für die öffentliche Verwaltung des Freistaates Sachsen ist die Hochschule Meißen (FH) und Fortbildungszentrum. Die Forschung am Standort ist anwendungsorientiert und erfolgt in enger Zusammenarbeit mit Vertretern von Ministerien und Kommunen, anderen Hochschulen und Universitäten.

### Österreich
Die FH Campus Wien bietet seit 2009 einen Bachelor- und Masterstudium in Public Management an. In Österreich gründeten 1969 auf Initiative des Österreichischen Städtebundes die Stadt Wien und der Zentralsparkasse der Stadt Wien den Verein „Kommunalwissenschaftliches Dokumentationszentrum“ der seit 1999 unter dem neuen Namen KDZ – Zentrum für Verwaltungsforschung angewandte Forschung, Beratung und Weiterbildung betreibt.

## Bedeutende deutsche Verwaltungswissenschaftler
Eine Erhebung unter über 400 Verwaltungswissenschaftlern hat im Jahr 2016 die folgende Rangliste der einflussreichsten deutschen Verwaltungswissenschaftler ermittelt:
1. Werner Jann
2. Hans Herbert von Arnim
3. Jörg Bogumil
4. Nathalie Behnke
5. Sabine Kuhlmann
6. Hellmut Wollmann
7. Michael W. Bauer
8. Gunnar Folke Schuppert
9. Christoph Knill
10. Dietrich Budäus
11. Arthur Benz
12. Hermann Hill
13. Hans-Peter Bull
14. Fritz W. Scharpf
15. Jan Ziekow
16. Utz Schließky
17. Renate Mayntz
18. Isabella Proeller
19. Wolfgang Seibel
20. Jörn von Lucke
21. Klaus König
22. Nicolai Dose
23. Gisela Färber
24. Karl-Peter Sommermann
25. Ulrich Stelkens
26. Lars Holtkamp
27. Sabine Kropp
28. Marian Döhler
29. Hartmut Maurer
30. Klaus H. Goetz

Weitere bedeutende Verwaltungswissenschaftler:
- Bernd Becker
- Carl Böhret
- Hans-Ulrich Derlien
- Thomas Ellwein
- Kristof Tobias Germer
- Burkhardt Krems
- Edda Müller
- Frieder Naschold
- Rüdiger Voigt